# 885.
◄ | 8. stoljeće | 9. stoljeće | 10. stoljeće | ►
◄ | 850-ih | 860-ih | 870-ih | 880-ih | 890-ih | 900-ih | 910-ih | ►
◄◄ | ◄ | 882. | 883. | 884. | 885. | 886. | 887. | 888. | ► | ►►
Astronomija • Književnost • Kršćanstvo • Pravo • Promet

## Smrti
- Biskup Metod
- Hadrijan III., papa

## Vanjske poveznice
|  | Zajednički poslužitelj ima još gradiva o temi 885. |